# Shandong Group
Pour les articles homonymes, voir Shandong (homonymie).
Shandong Group est une entreprise sidérurgique chinoise.
En plus de nombreuses usines liées a la sidérurgie, le Shandong Group est également le propriétaire de l'Institut de technologie du Shandong.